# Robert Tripp Ross
Robert Tripp Ross, född 4 juni 1903 i Washington, North Carolina, död 1 oktober 1981 i Jackson Heights, Queens, var en amerikansk republikansk politiker. Han var ledamot av USA:s representanthus 1947–1949 och 1952–1953.
Ross var verksam som apotekare i New York. Efter en mandatperiod i representanthuset kandiderade han utan framgång till omval. Några år senare avgick hans efterträdare T. Vincent Quinn och Ross fyllnadsvaldes 1952 till representanthuset. Han efterträddes 1953 i representanthuset av Albert H. Bosch.
Ross avled 1981 i New York och gravsattes på Oakdale Cemetery i Washington, D.C.